# 七宗罪系列
七宗罪系列（日语：七つの大罪シリーズ）是由日本NICONICO動畫上活躍的創作者mothy（悪ノP）所寫的七首日語歌曲。之后原作者与2010年写作系列相关小说，并在官方小说里设定此系列名为「艾维里奥斯系列」（Story of Evillious）。此系列描述以「七宗罪」為主題的悲劇。主要包含七宗罪：Gakupo、MEIKO、KAITO、鏡音鈴、初音未來、巡音流歌、Gumi，和救世主鏡音連。

## 概要
此系列實際上涵蓋歌曲數目龐大，mothy所作的歌曲至少有三分之二與此系列相關。若以Evillious全系列計算，是Vocaloid各系列裡面，歌曲數、涉及Vocaloid角色數最多的系列。
此系列由VOCALOID虛擬歌手主唱，在NICONICO動畫的點播次數有一首超過400萬次、一首超過270萬次、一首超過200萬次、兩首超過150萬次、四首超過100萬次，超過10萬次更多不勝數。在NICONICO動畫的點播次數，顯示此部作品在VOCALOID愛好者之間廣為流傳的超高注目度。
而此系列最大的特色，在於龐大複雜的世界觀。除了此系列本身的七首歌曲外，聽眾還要欣賞mothy所作其他歌曲、閱讀CD專輯內歌本及小說，才能瞭解整體系列的世界設定及故事情節。

## 歌曲簡介
七宗罪系列的前傳－原罪物語：
- 序曲
  - 預言者Merry-Go-Round
- －第1幕－：
  - Queen Of The Glass－初音未來、鏡音鈴、鏡音連
  - 「Ma」計劃－初音未來、KAITO、氷山キヨテル
  - 魔女的逃亡－MEIKO
  - 月光照耀的熊（moonlit bear）－初音未來
- 幕間禁曲
  - 巴利索爾的孩子是獨生子－鏡音鈴、鏡音連
- －第2幕－：
  - 「Ma」survival - 活下來的是誰？－猫村いろは、巡音流歌、SF-A2 開發Code miki、Lily
  - 奇蹟的去向 - CATASTROPHE -－巡音流歌
  - 追憶的八音盒－巡音流歌（原版）、（改版）
- －第3幕－：
  - 曾在某處聽過的歌謠－
  - 月夜遺棄注－鏡音鈴、連
  - 時之物語－ 鏡音鈴、鏡音連、巡音流歌
- 隱藏曲目
  - LuLiLa LuLiLa奏響之歌－鏡音鈴、鏡音連

七宗罪系列本身有七首歌曲：
- 色慾－公爵的瘋狂－GACKPOID  
  - 相關歌曲－高原之花－初音未來
  - 相關歌曲－葛拉斯雷德的肖像－Megpoid(憂傷)
  - 代表物:寄宿色慾惡魔的「大罪之器」Venom Sword（維諾姆之劍）
  - 被mothy改編成輕小說
- 貪食－惡食娘－MEIKO [2]
  - 相關歌曲－黃金之藥/毒－KAITO
  - 代表物:寄宿貪食惡魔的「大罪之器」Glass of Conchita（康奇塔之杯）
  - 被mothy改編成輕小說
- 傲慢－惡之娘－鏡音鈴 
  - 相關歌曲－惡之系列
  - 相關歌曲－魔道師二人之旅～長壁與守門人～－Megpoid、巡音流歌
  - 代表物:寄宿傲慢惡魔的「大罪之器」Four Mirrors of Lucifenia（露西菲尼亞的四面鏡）
  - 被mothy改編寫成四本輕小說和六本漫畫
- 怠惰－安眠公主的禮物－初音未來 
  - 相關歌曲－第五號小丑－鏡音連
  - 代表物:代表怠惰的「大罪之器」Clockworker's Doll（克洛克沃克的人偶）
  - 安眠公主的禮物與第五號小丑皆被mothy改編成輕小說
- 嫉妒－圓尾坡的裁縫店－巡音流歌 
  - 相關歌曲－野曝之首、鬼島之上－GACKPOID
  - 代表物:寄宿嫉妒惡魔的「大罪之器」禍世之剪（台版藍之序曲中翻譯不正確）
  - 被mothy改編成輕小說
- 貪婪－惡德的法官－KAITO
  - 相關歌曲－庭園造景的少女－初音未來（怠惰的大罪之器——Clockworker's Doll）
  - 代表物:寄宿貪婪惡魔的「大罪之器」Marlon Spoon（馬隆之匙）
  - 被mothy改編成輕小說
- 憤怒→復仇女神的槍口（ネメシスの銃口）－Megpoid 
  - 相關歌曲－最後的左輪手槍－Megpoid
  - 相關歌曲－於是少女發起瘋來―月夜終末注―－Megpoid
  - 代表物:寄宿憤怒惡魔的「大罪之器」Golden Key（黃金鑰匙，藉由加熱能夠變形成不同樣貌）
  - 被mothy改編成輕小說

四大終結系列：
- 墓場之主（Master of the Graveyard）－鏡音鈴、鏡音連、MEIKO
- 法庭之主（Master of the Court）－初音未來
- 冥界之主（Master of the Hellish Yard）－Megpoid(GUMI)
- 天界之主（Master of the Heavenly Yard）→鏡音鈴、鏡音連、初音未來
  - 相關歌曲－再生之日（Re_birthday）－鏡音連
  - 相關歌曲－憾心鐘塔－KAITO
  - 相關歌曲－鬧劇狂想曲－MEIKO、KAITO、初音未來、鏡音鈴、鏡音連、GACKPOID、巡音流歌、Megpoid（GUMI）
  - 相關歌曲－七宗罪與罰（七つの罪と罰）－MEIKO、KAITO、初音未來、鏡音鈴、鏡音連、GACKPOID、巡音流歌、Megpoid(GUMI)
  - 相關歌曲－終末少年Hansel（終末少年ヘンゼル）－鏡音連  →第五號小丑輕小說特典

上發條的搖籃曲系列：
- 只有部份歌曲確定相關
- 0.文字遊戲－鏡音鈴  →未確定與七宗罪系列相關
  - 相關歌曲－滿月的實驗室－鏡音鈴  →未確定與七宗罪系列相關
- 1.上發條的搖籃曲－鏡音鈴
- 2.庭園造景的少女－初音未來
- 3.再生之日（Re_birthday）－鏡音連
- 4.憾心鐘塔－KAITO
- 5.時之物語－鏡音鈴、鏡音連、巡音流歌
- 6.鬧劇狂想曲－MEIKO、KAITO、初音未來、鏡音鈴、鏡音連、GACKPOID、巡音流歌、Megpoid
- 7.七宗罪與罰－MEIKO、KAITO、初音未來、鏡音鈴、鏡音連、GACKPOID、巡音流歌、Megpoid

惡之系列：
- 此系列被mothy改編成輕小說和漫畫
- 那位王自泥而生－鏡音連
- 英雄之鎧常染鮮紅－MEIKO
- 復讐の娘－MEIKO
- 反轉墓碑的NeoMaria－Mayu
- 在那座橋發誓－巡音流歌
- 黃昏時的惡作劇－鏡音鈴、鏡音連
- 惡之娘－鏡音鈴
- 惡之召使－鏡音連
- 悔恨的訊息－鏡音鈴
- 再生之日（Re_birthday）－鏡音連→為悔恨的訊息的回應
- 持續等待的回信 －鏡音連  →聽眾普遍認為相關
- 轉瞬之間－鏡音鈴
- 白髮少女－弱音ハク
- 樹之少女～千年的搖籃曲－初音未來
- 針音鐘塔－KAITO、歌愛ユキ
- 我與青蛙的愛情羅曼史－鏡音連  →與尤吉娜·弗里吉斯（Yukina Freesis）所寫的同名小說
- 惡魔的座騎→尚未完成

其他：
- 白磚與黑喪服－鏡音鈴、鏡音連
- 沙漠的青鳥－鏡音鈴、鏡音連
- 旋轉木馬女士－初音未來
- 10分之戀－鏡音鈴
- 給沉默寡言的你－鏡音鈴
- －鏡音鈴
- 红鞋游行－初音未来、巡音流歌、鏡音鈴、鏡音連
- 血淋淋的開關－MAYU
- 我們所見的- 巡音流歌

## 情節縱覽
七宗罪系列劇情複雜，年表是比較好的切入點：
| 年份          | 事件 | 相關媒體 |
| BT （紀元前） | - ◆雷維安塔魔導王國的Ma計畫成立 - 預言者瑪利亞‧穆利特宣稱：「過去遺留的暗之遺產『罪』將會毀滅世界，為了阻止，必須讓神龍轉生的『神之雙胞胎』誕生，而『神之雙胞胎』的母親『Ma』（Mem=Aleph）將會是雷維安塔魔導王國的下一任女王」。 - ◆雷維安塔第一次Ma計畫進行 - 全雷維安塔魔導王國第一的科學家亞當‧穆利特因此選上雷維安塔魔導王國第一的女巫夏娃‧茲維茲達為「Ma」人選之一。 - 夏娃‧茲維茲達成為第一任Ma。 - 夏娃‧茲維茲達生下雙胞胎該隱與亞伯，但此雙胞胎卻不久後因意外死亡。 - 亞當‧穆利特背後的野心是想控制全國，但卻愛上了夏娃‧茲維茲達。 - 隨著Ma計劃的失敗，亞當‧穆利特與夏娃‧茲維茲達漏夜逃離至鄰國艾爾菲戈特王國並隱居於千年樹之森，不久後兩人結婚。 - 雷維安塔魔導王國第一的科學家由賽特‧托瓦萊特取代，開始尋找新的「Ma」人選                   | |
| BT （紀元前） | - 梅塔‧薩爾赫法自幼無雙親，二十歲時愛上了殺人犯貝爾‧諾耶爾，加入了犯罪組織，梅塔‧薩爾赫法因此被世人稱為魔女。 - 梅塔‧薩爾赫法因罪嫌被捕，於看守所中與科學家賽特‧托瓦萊特達成協議，梅塔‧薩爾赫法獲釋，但須成為賽特‧托瓦萊特的實驗對象。 - 梅塔‧薩爾赫法成為第二任Ma。 - 梅塔‧薩爾赫法於實驗室中產下一對沒有父親的雙胞胎漢賽爾與葛麗特，出於不願見到該雙胞胎成為科學家的實驗玩物，梅塔‧薩爾赫法漏夜帶著雙胞胎逃逸至艾爾菲戈特並隱居於千年樹之森。 | 魔女ザルムホーファーの逃亡（页面存档备份，存于） |
| EC001年       | - ◆夏娃‧穆利特誘拐、殺人事件（「原罪」發生） - 艾爾菲戈特王國的千年樹之森裡，夏娃‧穆利特誘拐雙胞胎嬰兒漢賽爾與葛麗特。 - 追隨而來的雙胞胎生母梅塔‧薩爾赫法遭其殺害。 | moonlit bear（页面存档备份，存于） |
| EC013年       | - ◆雷維安塔第七次Ma計畫進行 - 候選人為四位女性，分別是艾爾露卡‧奇克拉堤亞、伊莉娜‧克洛克沃克、李‧麗和蜜琪‧艾茨。 - 蜜琪‧艾茨在被殺害之前曾替貝爾‧諾耶爾秘密的生下子嗣，弗里吉斯家族為其後代。 - 由於其他三位候選人的死亡，伊莉娜成為第七任Ma。 - 艾爾露卡‧奇克拉堤亞的屍體被她的未婚夫基里爾‧克洛克沃克取走。 - ◆雷維安塔的災難 - 雷維安塔魔導王國的王家研究所在魔法實驗途中發生事故。 - 一夜之間，雷維安塔魔導王國毀滅，巨型爆炸危及到周邊各國。 - 實際上爆炸的原因是基里爾‧克洛克沃克為了復活艾爾露卡‧奇克拉堤亞，把她的屍體放進封印雙龍神雷維亞和比西摩的容器-方舟:「罪」導致魔法失控。 - 然而艾爾露卡並未被復活，雷維亞和比西摩附身到了艾爾露卡的屍體上，因轉生的影響而失憶，同時被艾爾露卡殘留的記憶影響而誤以為自己是艾爾露卡，並且自行冠夫姓。 | http://www.nicovideo.jp/watch/sm28771996（页面存档备份，存于） 奇跡の行方 - |
| EC014年       | - 因為雷維安塔的事故，艾爾菲戈特王國的饑荒、疾病問題日益加劇。 - ◆千年樹之森的伐木夫婦被殺事件 - 夏娃‧穆利特與其丈夫亞當‧穆利特被雙胞胎養子漢賽爾與葛麗特殺死。 - ◆「七宗罪」誕生 - 漢賽爾與葛麗特把「七宗罪」分布在世界各個角落。 | http://www.nicovideo.jp/watch/sm4844682（页面存档备份，存于） |
| EC015年       | - 千年樹之森的守護神「艾爾德之樹」託魔導師艾爾露卡‧克洛克沃克去搜索大罪的所在。 | http://www.nicovideo.jp/watch/sm14404057（页面存档备份，存于） |
| EC113年       | - 薩提里亞吉斯‧維諾瑪尼亞誕生於貝爾傑尼亞帝國。 | ─ |
| EC136年       | - ◆維諾瑪尼亞誘拐事件 - 貝爾傑尼亞帝國的阿斯莫汀，發生薩提里亞吉斯‧維諾瑪尼亞公爵誘拐大量女性的事件。 - 從平民到貴族，受害者包含了該國甚至別國的王族女性，繼而發展成國際問題。 | http://www.nicovideo.jp/watch/sm11519178（页面存档备份，存于） 小說《》 |
| EC137年       | - 薩提里亞吉斯‧維諾瑪尼亞被馬隆國的貴族卡契斯‧克里姆伯爵殺害。 - 關於這件事，貝爾傑尼亞的皇帝沒有向卡契斯‧克里姆問罪。 | http://www.nicovideo.jp/watch/sm11519178（页面存档备份，存于） 小說《》 |
| EC137年       | - 魔導師艾爾露卡‧克洛克沃克接近維諾瑪尼亞誘拐事件的受害者露卡娜‧奧克特。 - 艾爾露卡‧克洛克沃克使用了「轉生之術」，與露卡娜‧奧克特交換身體。 | ─ |
| EC137年       | - 維諾瑪尼亞誘拐事件的受害者格米娜‧葛拉斯雷德流亡至艾爾菲戈特王國，日後成為該國第一位女首相。 - 艾爾德教派的格米娜‧葛拉斯雷德經常至艾爾德之樹(千年樹)巡禮。 | http://www.nicovideo.jp/watch/sm25455016（页面存档备份，存于） |
| EC141年       | - 維諾瑪尼亞誘拐事件的受害者米克莉亞‧格里奧尼歐定居於艾爾菲戈特王國的Calgaround，以「高原之花」的美名與領主Gilbert Calgaround伯爵成婚。 | http://www.nicovideo.jp/watch/sm16681173（页面存档备份，存于） |
| EC212年       | - ◆阿斯莫汀獨立 - 阿斯莫汀自貝爾傑尼亞帝國獨立，並形成了自己的政府。 | ─ |
| EC296年       | - 巴妮卡．康奇塔誕生於貝爾傑尼亞帝國。 | ─ |
| EC301年       | - ◆雷維安塔重建 - 神聖雷維安塔（雷維安塔魔導王國故地）建國。 | ─ |
| EC325年       | - ◆「食人女」康奇塔失蹤事件 - 貝爾傑尼亞帝國的康奇塔領地，產生領主巴妮卡．康奇塔食人的傳聞。 - 也出現康奇塔與惡魔訂下契約的說法，帝國委託著名魔導師艾爾露卡・克洛克沃克調查實情。 - 但是，康奇塔隨即失蹤，調查中止。 | http://www.nicovideo.jp/watch/sm6328922（页面存档备份，存于） 小說《》 |
| EC399年       | - ◆露西菲尼亞建國 - 貝爾傑尼亞帝國的露西菲尼亞領地，獨立運動益發活躍。 - 以阿爾斯一世為國王的露西菲尼亞王國建國。 | ─ |
| EC480年前後   | - ◆沙諾孫橋誓言 - 艾爾露卡・克洛克沃克成為當時露西菲尼亞國王阿爾斯·露西芬·督特里希一世麾下。 - ◆露西菲尼亞領土擴張 - 露西菲尼亞王國多次對鄰國宣戰，領土擴張起來。 - 貝爾傑尼亞帝國於此一期間與露西菲尼亞王國的戰爭中敗北，勢力急速失去。 | http://www.nicovideo.jp/watch/sm29820805（页面存档备份，存于） http://www.nicovideo.jp/watch/sm29403874（页面存档备份，存于） |
| EC490年前後   | - ◆三英雄活躍 - 貝爾傑尼亞帝國失去所有領土，除了艾維里奧斯大陸南方以外。 - 露西菲尼亞形成大國的過程中作出重大貢獻的國王阿爾斯一世三名部下（雷翁哈特·阿瓦多尼亞、瑪麗安·福塔皮耶、艾爾露卡・克洛克沃克），被尊稱為「三英雄」。 | http://www.nicovideo.jp/watch/sm29820805（页面存档备份，存于） http://www.nicovideo.jp/watch/sm29403874（页面存档备份，存于） |
| EC491年       | - 露西菲尼亞王國國王阿爾斯一世因貝爾傑尼亞帝國的地方性流行病古拉病逝世。 - ◆阿爾斯一世之子亞雷克希爾及其雙胞胎胞姐莉莉安娜繼承權爭奪 - 王子亞雷克希爾的監護人首相傑涅西亞及公主莉莉安娜的監護人內務大臣普雷吉的黨派之爭，以亞雷克希爾的死亡告終，王后安妮·露西芬·督特里希繼承了王位。 | http://www.nicovideo.jp/watch/sm11616761（页面存档备份，存于） |
| EC499年       | - 露西菲尼亞王國女王安妮因貝爾傑尼亞帝國的地方性流行病古拉病逝世，年僅14歲的公主莉莉安娜·露西芬·督特里希繼承了王位。 | ─ |
| EC499年       | - 艾爾露卡・克洛克沃克將艾爾德之樹的眷屬，精靈族的格米莉亞及米凱拉轉生成人類，艾爾露卡・克洛克沃克還收格米莉亞為徒。 | http://www.nicovideo.jp/watch/sm9305683（页面存档备份，存于） 小說《http://www.akunomusume.com/green.html（页面存档备份，存于）》 |
| EC500年       | - ◆綠髮狩獵令 - 露西菲尼亞王國突然侵略艾爾菲戈特王國。 - 公主莉莉安娜·露西芬·督特里希下令殺死所有綠髮女性，大量艾爾菲戈特王國女性國民因此被露西菲尼亞王國軍隊殺死。 - ◆露西菲尼亞革命 - 在露西菲尼亞王國，受公主莉莉安娜·露西芬·督特里希的傲慢態度所激，引發國民反抗。 - 引發以雷翁哈特·阿瓦多尼亞之女潔兒美諾·阿瓦多尼亞為領導者的革命。 | http://www.nicovideo.jp/watch/sm9305683（页面存档备份，存于） 小說《http://www.akunomusume.com/green.html（页面存档备份，存于）》 |
| EC500年       | - ◆綠髮狩獵令 - 露西菲尼亞王國突然侵略艾爾菲戈特王國。 - 公主莉莉安娜·露西芬·督特里希下令殺死所有綠髮女性，大量艾爾菲戈特王國女性國民因此被露西菲尼亞王國軍隊殺死。 - ◆露西菲尼亞革命 - 在露西菲尼亞王國，受公主莉莉安娜·露西芬·督特里希的傲慢態度所激，引發國民反抗。 - 引發以雷翁哈特·阿瓦多尼亞之女潔兒美諾·阿瓦多尼亞為領導者的革命。 | http://www.nicovideo.jp/watch/sm2916956（页面存档备份，存于） http://www.nicovideo.jp/watch/sm3133304（页面存档备份，存于） 小說《http://www.akunomusume.com/yellow.html（页面存档备份，存于）》                                                                          |
| EC500年       | - 艾爾露卡・克洛克沃克從富商基爾·弗里吉斯取得色欲大罪之器維諾姆之劍。 | ─ |
| EC505年       | - 在露西菲尼亞王國的雷塔桑要塞，政府軍與革命軍發生衝突。 | http://www.nicovideo.jp/watch/sm17404667（页面存档备份，存于） 小說《http://www.akunomusume.com/red.html（页面存档备份，存于）》 小說《http://www.akunomusume.com/blue.html（页面存档备份，存于）》                                                                       |
| EC508年       | - 神聖雷維安塔發生新生四騎士事件。 | ─ |
| EC510年       | - 露西菲尼亞成為共和國。 | ─ |
| EC531年       | - 弗里吉斯財團成立於馬隆王國，基爾·弗里吉斯之子修·弗里吉斯為財團負責人。 | ─ |
| EC548年       | - 艾爾露卡・克洛克沃克與格米莉亞前往遠於艾維里奧斯地區東方的蛇國。 | http://www.nicovideo.jp/watch/sm24697487（页面存档备份，存于） |
| EC549年       | - 蛇原之戰。 | ─ |
| EC558年       | - 艾爾露卡・克洛克沃克與格米莉亞離開蛇國。 | ─ |
| EC592年       | - 新大陸Maistia發現。 | ─ |
| EC593年       | - Margarita Felix誕生於艾爾菲戈特王國。 | ─ |
| EC595年       | - Lemy Abelard誕生於露西菲尼亞共和國。 | ─ |
| EC609年       | - ◆特拉蓋連續殺人事件 - 在艾爾菲戈特王國特拉蓋鎮，發生鎮民接續死亡的怪異事件。 - 根據弗里吉斯財團的調查結果，查明是瑪格麗特・布蘭肯海姆侯爵夫人的連續毒殺事件。 | http://www.nicovideo.jp/watch/sm14539838（页面存档备份，存于） 小說《》 |
| EC610年       | - 犯罪組織貝諾耶爾在露西菲尼亞共和國的活動益發嚴重。 - 貝諾耶爾成員之一，代號「第五號小丑」的雷米・阿貝拉爾死亡。 | http://www.nicovideo.jp/watch/sm14639165（页面存档备份，存于） 小說《》 |
| EC611年       | - ◆梅里戈德高地决鬥 - 在艾爾菲戈特王國北部的梅里戈德高地，艾爾露卡・克洛克沃克與格米莉亞對決伊莉娜‧克洛克沃克。 - 艾爾露卡・克洛克沃克的徒兒格米莉亞失蹤。 | ─ |
| EC776年       | - 艾爾露卡・克洛克沃克前往Maistia。 - Maistia宣布獨立。 - United States of Maistia建國。 | ─ |
| EC822年       | - 首藤‧禍世誕生於蛇國。 | ─ |
| EC842年       | - 傳教士艾爾露卡 "Ma" 克洛克沃克前往蛇國南方的鬼之島，遇見了裁縫師首藤禍世。 - 艾爾露卡 "Ma" 克洛克沃克使用了「轉身之術」，與首藤禍世交換身體。 - ◆首藤禍世連續殺人事件 - 在東方島國蛇國的鬼之島，裁縫師首藤禍世連續殺人事件發生。 | http://www.nicovideo.jp/watch/sm9032932 （页面存档备份，存于） 小說《http://akunotaizai.com/enbizaka.html （页面存档备份，存于）] 》 |
| EC878年       | - ◆艾希� �爾條約締結 - 馬隆王國、神聖雷維安塔、露西菲尼亞共和國、艾爾菲戈特王國4國結成USE（Union State of Evillious）同盟。 | ─ |
| EC944年       | - 迦列里安‧馬隆誕生於神聖雷維安塔（USE）。 | ─ |
| EC964年       | - Nemesis首藤誕生於神聖雷維安塔（USE）。 | |
| EC978年       | - USE同盟暗星法庭法官迦列里安‧馬隆的妻子Mira Marlon和女兒Michelle Marlon在船難中死亡。 | http://www.nicovideo.jp/watch/sm3840548 （页面存档备份，存于） http://www.nicovideo.jp/watch/sm9952079 （页面存档备份，存于） http://www.nicovideo.jp/watch/sm14731092 （页面存档备份，存于） http://www.nicovideo.jp/watch/sm24189059 （页面存档备份，存于） 小說《[] 》 |
| EC980年       | - 劇本家MA接近迦列 （页面存档备份，存于）里安‧馬隆，聊起大罪之器。 | http://www.nicovideo.jp/watch/sm3840548 （页面存档备份，存于） http://www.nicovideo.jp/watch/sm9952079 （页面存档备份，存于） http://www.nicovideo.jp/watch/sm14731092 （页面存档备份，存于） http://www.nicovideo.jp/watch/sm24189059 （页面存档备份，存于） 小說《[] 》 |
| EC982年       | - ◆EVILS THEATER - 迦列里安‧馬隆於千年樹之森（千年樹之森）建設電影院。 | http://www.nicovideo.jp/watch/sm3840548 （页面存档备份，存于） http://www.nicovideo.jp/watch/sm9952079 （页面存档备份，存于） http://www.nicovideo.jp/watch/sm14731092 （页面存档备份，存于） http://www.nicovideo.jp/watch/sm24189059 （页面存档备份，存于） 小說《[] 》 |
| EC983年       | - ◆露西菲尼亞內戰 - 因為殺害大量民眾，將軍東尼‧奧斯汀遭到審問，收下賄賂的迦列里安‧馬隆被民眾發覺在判決時瀆職。 - 民眾反抗發展成內亂。迦列里安‧馬隆在自己的房間裡被人槍殺。 | http://www.nicovideo.jp/watch/sm3840548 （页面存档备份，存于） http://www.nicovideo.jp/watch/sm9952079 （页面存档备份，存于） http://www.nicovideo.jp/watch/sm14731092 （页面存档备份，存于） http://www.nicovideo.jp/watch/sm24189059 （页面存档备份，存于） 小說《[] 》 |
| EC983年       | - MA繼承迦列里安‧馬隆的遺產，得到大罪之器康奇塔酒杯、馬隆之匙與露西菲尼亞的四面鏡。 | ─ |
| EC989年       | - 塔桑黨的首領奧戶我門神秘失蹤，Nemesis首藤成為新任首領。 | ─ |
| EC990年       | - ◆EVILS FOREST - 「千年樹之森有藏著迦列里安‧馬隆遺產的電影院」一傳說被傳開，許多人進行搜索。 - 但是侵入森林的人接連失蹤，千年樹之森因而被稱為「邪惡的森林」。 | master of the graveyard master of the court http://www.nicovideo.jp/watch/1319868479（页面存档备份，存于） |
| EC993年       | - 艾爾菲戈特突然侵略露西菲尼亞，國家後來退出了USE。 - 艾爾菲戈特、貝爾傑尼亞和蛇國組成軍事同盟。 - ◆Evillious大戰爆發 | master of the hellish yard |
| EC998年       | - 艾爾菲戈特的新兵器"罰"射向千年樹之森。 - 世界因為"罰"而變成地獄一般。 | master of the hellish yard |
| EC999年       | - 年表被燒毀 | ─ |

## 引用來源
1. ↑  .   [2013-06-23]. （原始内容存档于2013-06-02） （日语）.
2. ↑  . PHP研究所. 2011: 80頁. ISBN 978-4569798912 （日语）.

## 外部連結
- the heavenly yard（页面存档备份，存于） - 作者部落格